# Детонатор
Детона́тор – част на взривното устройство, съдържаща заряд от взривно вещество, по-чувствително към външни въздействия, отколкото бризантното взривно вещество на основния заряд. Детонаторът е предназначен за сигурното предизвикване на взрива на основния заряд на артилерийския снаряд, мината, авиабомбата, бойната част на ракетата, торпедото, а също и на фугасния заряд.
При сработване на детонатора в обема на взривното вещество възниква фронт на ударна (детонационна) вълна, и за нейна сметка и висока скорост проитича много бързо отделяне на енергия в пределите на заряда. При това следва да се прави залика между горенето и детонацията, последната има редица отличителни признаци – скоростта на окислително-възстановителната реакция надвишава скоростта на разпространение на звуковата вълна в средата, а в същото време горенето много рядко надминава скорост от десетина метра в секунда. Също така следва да се отбележи, че за горенето има съществени ограничения по скорост (собствено, поради това при взривни работи рядко се използват барутни смеси – те горят, а не се взривяват, без наличието на бризантния ефект) обусловлени от процесите на дифузия и изпарение на компонентите на сместа, в същото време процеса на детонация се случва много кратки периди от време, прескачайки стадия на изпарение на компонентите. По същество, при детонацията се формира фронт на повишено налягане и температура, способен да се самоподдържа и лавинообразно да расте с отделяне на енергия. Именно скоростта на енергоотделянето и обуславя ефективността на взрива.
Детонаторите се делят на химични и физични, изхождайки от природата на възбуждащия врива процес.
Работно вещество в химическия детонатор може да е, например, гърмящ живак, тринитрорезорцината на оловото + ацида на оловото и др. Задействането им обикновено се осъществява с механично въздействие (удара на иглата по капсула на патрона). Обикновено се използва ацетонов пероксид поради лесното му получаване.
Съществуват други видове детонатори, където за възбуждането на взрива се използват химични реакции, триене и т.н.
Капсул-детонатор №8, използван масово в минни и взривни работи, представлява метална тръбичка с размер на цигара. Ако е с кабел, има нагревателна жичка за задействане с ток.

## Безопасност
Следва да се отбележи, че детонатора най-опасната част във всеки един боеприпас, изискваща най-голяма защита от несанкционирано въздействие. В много боеприпаси детонатора обикновено е скрит в дълбочината на боеприпаса и е защитен от случайно срабатване чрез различни предохранителни устройства. Най-често работа непосредствено с детонаторите имат професионалните сапьори.
Производството в домашни условия или в „цивилна“ лаборатория на детонатор, способен да взриви тротил или друго бризантно взривно вещество е достатъчно трудно поради специфичността на неговите компоненти.